# Yann Bodiger
Yann Bodiger (Sète, 9 de febrero de 1995) es un futbolista francés. Juega de centrocampista y su equipo es la A. D. Ceuta F. C. de la Segunda División de España.

## Trayectoria
Se formó en el Toulouse F. C. con el que llegó a debutar en el primer equipo en el año 2016. Adquirió experiencia en la Ligue 1 del país galo y fue internacional sub-21.
En enero de 2019 fue cedido al Córdoba Club de Fútbol de la Segunda División de España hasta el final de la temporada 2018-19. Tras ese medio año en Córdoba, en verano de 2019 siguió jugando en España tras fichar por el Cádiz C. F. de la Segunda División, logrando el ascenso a Primera esa misma temporada.
Del conjunto gaditano se marchó el 1 de febrero de 2021 tras jugar 12 partidos en el inicio de la temporada 2020-21 e inmediatamente firmó con el C. D. Castellón de la Segunda División. El 28 de julio del mismo año firmó por el F. C. Cartagena de la misma división.
El 21 de junio de 2022, con casi un centenar de partidos en la categoría, se unió al Granada C. F. para las siguientes dos temporadas. En la primera de ellas ayudó al equipo a conseguir el ascenso a Primera División antes de rescindir su contrato el 1 de septiembre de 2023. Ese mismo día se anunció su incorporación al C. D. Tenerife por tres años. Tras el segundo de ellos dejó el club y se unió a la A. D. Ceuta F. C.

## Estadísticas

### Clubes
Actualizado al último partido disputado el 1 de junio de 2025.
| Club                        | Div.          | Temporada     | Liga  | Liga  | Copas nacionales | Copas nacionales | Copas internacionales | Copas internacionales | Total | Total |
| Club                        | Div.          | Temporada     | Part. | Goles | Part.            | Goles            | Part.                 | Goles                 | Part. | Goles |
| --------------------------- | ------------- | ------------- | ----- | ----- | ---------------- | ---------------- | --------------------- | --------------------- | ----- | ----- |
| Toulouse F. C. "II" Francia | 5.ª           | 2012-13       | 4     | 0     | —                | —                | —                     | —                     | 4     | 0     |
| Toulouse F. C. "II" Francia | 5.ª           | 2013-14       | 15    | 1     | —                | —                | —                     | —                     | 15    | 1     |
| Toulouse F. C. "II" Francia | 5.ª           | 2014-15       | 13    | 0     | —                | —                | —                     | —                     | 13    | 0     |
| Toulouse F. C. "II" Francia | 5.ª           | 2015-16       | 3     | 0     | —                | —                | —                     | —                     | 3     | 0     |
| Toulouse F. C. "II" Francia | 5.ª           | 2017-18       | 7     | 0     | —                | —                | —                     | —                     | 7     | 0     |
| Toulouse F. C. "II" Francia | 5.ª           | 2018-19       | 4     | 1     | —                | —                | —                     | —                     | 4     | 1     |
| Toulouse F. C. "II" Francia | Total club    | Total club    | 46    | 2     | 0                | 0                | 0                     | 0                     | 46    | 2     |
| Toulouse F. C. Francia      | 1.ª           | 2014-15       | 10    | 0     | 0                | 0                | —                     | —                     | 10    | 0     |
| Toulouse F. C. Francia      | 1.ª           | 2015-16       | 22    | 1     | 4                | 1                | —                     | —                     | 26    | 2     |
| Toulouse F. C. Francia      | 1.ª           | 2016-17       | 29    | 1     | 3                | 0                | —                     | —                     | 32    | 1     |
| Toulouse F. C. Francia      | 1.ª           | 2017-18       | 7     | 0     | 2                | 0                | —                     | —                     | 9     | 0     |
| Toulouse F. C. Francia      | 1.ª           | 2018-19       | 1     | 0     | 1                | 0                | —                     | —                     | 2     | 0     |
| Toulouse F. C. Francia      | Total club    | Total club    | 69    | 2     | 10               | 1                | 0                     | 0                     | 79    | 3     |
| Córdoba C. F. · España      | 2.ª           | 2018-19       | 14    | 0     | 0                | 0                | —                     | —                     | 14    | 0     |
| Córdoba C. F. · España      | Total club    | Total club    | 14    | 0     | 0                | 0                | 0                     | 0                     | 14    | 0     |
| Cádiz C. F. · España        | 2.ª           | 2019-20       | 21    | 0     | 2                | 0                | —                     | —                     | 23    | 0     |
| Cádiz C. F. · España        | 1.ª           | 2020-21       | 9     | 0     | 3                | 0                | —                     | —                     | 12    | 0     |
| Cádiz C. F. · España        | Total club    | Total club    | 30    | 0     | 5                | 0                | 0                     | 0                     | 35    | 0     |
| C. D. Castellón · España    | 2.ª           | 2020-21       | 19    | 1     | —                | —                | —                     | —                     | 19    | 1     |
| C. D. Castellón · España    | Total club    | Total club    | 19    | 1     | 0                | 0                | 0                     | 0                     | 19    | 1     |
| F. C. Cartagena · España    | 2.ª           | 2021-22       | 39    | 4     | 1                | 0                | —                     | —                     | 40    | 4     |
| F. C. Cartagena · España    | Total club    | Total club    | 39    | 4     | 1                | 0                | 0                     | 0                     | 40    | 4     |
| Granada C. F. · España      | 2.ª           | 2022-23       | 32    | 0     | 1                | 0                | —                     | —                     | 33    | 0     |
| Granada C. F. · España      | Total club    | Total club    | 32    | 0     | 1                | 0                | 0                     | 0                     | 33    | 0     |
| C. D. Tenerife · España     | 2.ª           | 2023-24       | 30    | 1     | 4                | 0                | —                     | —                     | 34    | 1     |
| C. D. Tenerife · España     | 2.ª           | 2024-25       | 27    | 0     | 2                | 0                | —                     | —                     | 29    | 0     |
| C. D. Tenerife · España     | Total club    | Total club    | 57    | 1     | 6                | 0                | 0                     | 0                     | 63    | 1     |
| A. D. Ceuta F. C. · España  | 2.ª           | 2025-26       | 0     | 0     | 0                | 0                | —                     | —                     | 0     | 0     |
| A. D. Ceuta F. C. · España  | Total club    | Total club    | 0     | 0     | 0                | 0                | 0                     | 0                     | 0     | 0     |
| Total carrera               | Total carrera | Total carrera | 306   | 10    | 23               | 1                | 0                     | 0                     | 329   | 11    |
| 1.                          |               |               |       |       |                  |                  |                       |                       |       |       |